# BioOne
BioOne est une organisation à but non lucratif 501 (c) (3) (en) créée en 1999, à Washington, par cinq groupes et institutions : l'Institut américain des sciences biologiques (en), la Coalition de l'édition savante et des ressources académiques (en anglais SPARC), l'université du Kansas, l'Alliance des bibliothèques du Grand Ouest (en) et les Presses Allen (en). Leur but fut de proposer une alternative à l'édition académique (en) commerciale. La moitié des revenus des frais d'abonnement de BioOne Complete est divisée entre les éditeurs participants.